# Imke Vervaet
Imke Vervaet (* 11. April 1993 in Gent) ist eine belgische Leichtathletin, die sich auf den Sprint spezialisiert hat.

## Sportliche Laufbahn
Erste internationale Erfahrungen sammelte Imke Vervaet beim Europäischen Olympischen Jugendfestival 2009 in Tampere, bei dem sie in 24,35 s die Silbermedaille im 200-Meter-Lauf gewann. Zwei Jahre später erreichte sie bei den Junioreneuropameisterschaften in Tallinn das Finale und belegte dort in 23,78 s den sechsten Platz. 2012 wurde sie bei den Juniorenweltmeisterschaften in Barcelona in 23,47 s Sechste und gelangte mit der belgischen 4-mal-100-Meter-Staffel in 45,12 s auf den fünften Platz. Im Jahr darauf nahm sie mit der Staffel an den U23-Europameisterschaften in Tampere teil, wurde dort aber bereits im Vorlauf disqualifiziert. 2019 qualifizierte sie sich für die Weltmeisterschaften in Doha, bei denen sie über 200 Meter mit 23,24 s im Vorlauf ausschied. Des Weiteren belegte sie mit der belgischen 4-mal-400-Meter-Staffel in 3:27,15 min den fünften Platz und konnte sich in der Mixed-Staffel mit 3:16,16 min nicht für das Finale qualifizieren. Bei den World Athletics Relays 2021 im polnischen Chorzów verhalf sie der 4-mal-400-Meter-Staffel zum Finaleinzug. Anschließend nahm sie über 200 Meter an den Olympischen Spielen in Tokio teil und schied dort mit 23,31 s im Halbfinale aus. Zudem belegte sie mit der belgischen 4-mal-400-Meter-Frauenstaffel mit neuem Landesrekord von 3:23,96 min den siebten Platz und gelangte in der Mixed-Staffel nach 3:11,51 min auf Rang fünf und stellte auch dort eine nationale Bestleistung auf.
2022 startete sie mit der Staffel bei den Hallenweltmeisterschaften in Belgrad und belegte dort in 3:33,61 s den sechsten Platz. Im Juli schied sie bei den Weltmeisterschaften in Eugene mit 23,28 s in der ersten Runde über 200 Meter aus und zudem belegte sie mit der Staffel in 3:26,29 min im Finale den sechsten Platz. Anschließend schied sie bei den Europameisterschaften in München mit 23,48 s im Halbfinale über 200 Meter aus und verhalf der Staffel zum Finaleinzug. Im Jahr darauf wurde sie bei der 1. Liga der Team-Europameisterschaft im Rahmen der Europaspiele in Chorzów in 23,27 s Dritte im B-Lauf über 200 Meter und mit der 4-mal-100-Meter-Staffel gelangte sie mit 43,84 s auf Rang vier im B-Lauf. Im August belegte sie bei den Weltmeisterschaften in Budapest mit 3:22,84 min den fünften Platz in der 4-mal-400-Meter-Staffel und gelangte auch mit der Mixed-Staffel mit 3:13,83 min auf Rang fünf. 2024 verhalf sie der Staffel bei den Hallenweltmeisterschaften in Glasgow zum Finaleinzug. Im Mai wurde sie bei den World Athletics Relays auf den Bahamas in der Finalrunde der Mixed-Staffel disqualifiziert und sicherte der belgischen Frauenstaffel einen Startplatz bei den Olympischen Spielen in Paris. Im Juni gewann sie mit der Frauenstaffel in 3:22,95 min gemeinsam mit Naomi Van Den Broeck, Cynthia Bolingo Mbongo und Helena Ponette die Bronzemedaille hinter den Teams aus den Niederlanden und Irland. Im August schied sie bei den Olympischen Sommerspielen in Paris mit 23,33 s in der Hoffnungsrunde über 200 Meter aus und belegte mit der Staffel in 3:22,40 min im Finale den siebten Platz.
2025 gewann sie bei den Halleneuropameisterschaften in Apeldoorn in 3:16,19 min gemeinsam mit Julien Watrin, Christian Iguacel und Helena Ponette die Silbermedaille in der Mixed-Staffel über 4-mal 400 Meter hinter dem niederländischen Team und schied über 400 Meter mit 52,84 s im Semifinale aus.
In den Jahren von 2019 bis 2021 und 2024 wurde Vervaet belgische Meisterin im 200-Meter-Lauf im Freien sowie 2017 und von 2021 bis 2025 in der Halle. Zudem wurde sie 2023 und 2025 Hallenmeisterin in der 4-mal-200-Meter-Staffel.

## Persönliche Bestleistungen
- 100 Meter: 11,56 s (+0,2 m/s), 11. Juli 2021 in Lokeren
  - 60 Meter (Halle): 7,42 s, 30. Januar 2021 in Gent
- 200 Meter: 23,03 s (+1,0 m/s), 30. Juni 2024 in Brüssel
  - 200 Meter (Halle): 23,01 s, 23. Februar 2025 in Gent (belgischer Rekord)
- 400 Meter: 51,88 s, 25. Mai 2024 in Brüssel
  - 400 Meter (Halle): 51,99 s, 16. Februar 2025 in Gent